# Сосновенькое (озеро)
Сосновенькое — бессточное озеро в Октябрьском районе Челябинской области. Площадь поверхности водного зеркала — 0,6 км². Средняя глубина — 1,5 м. Высота над уровнем моря — 185,7 м.
Питание водоёма происходит за счёт атмосферных осадков. Берега заболочены, поросли смешанным лесом. На юге и юго-востоке расположена деревня Сосновенькое.
В водоёме водятся карась и окунь.
Код в ГВР — 14010500211199000000080.